# Le Val (Var)
Val – miejscowość i gmina we Francji, w regionie Prowansja-Alpy-Lazurowe Wybrzeże, w departamencie Var.
Według danych na rok 1990 gminę zamieszkiwały 2893 osoby, a gęstość zaludnienia wynosiła 74 osoby/km² (wśród 963 gmin regionu Prowansja-Alpy-W. Lazurowe Val plasuje się na 211. miejscu pod względem liczby ludności, natomiast pod względem powierzchni na miejscu 217.).